# Cueva del Molín

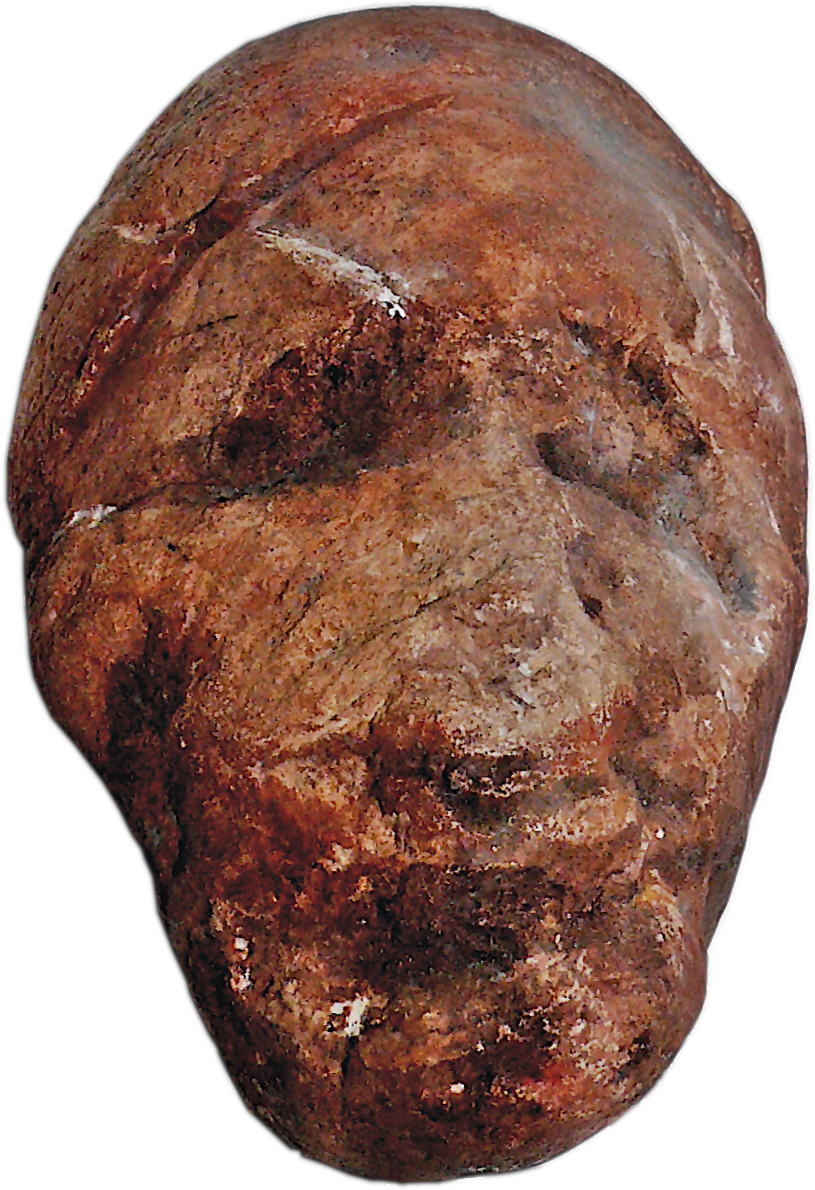
Cabeza paleolítica de Entrefoces

La cueva del Molín y el adyacente Abrigo de Entrefoces está situado en Entrefoces en el concejo asturiano de Morcín.
Situado al pie del desfiladero tallado por el río Llamo en la caliza de montaña, en su orilla izquierda, a unos tres metros sobre el nivel actual del río, a la salida del pueblo de La Foz.
Excavado en los años 1980, se identificaron varios niveles del Magdaleniense inferior cantábrico. Entre el material recuperado destaca una cabeza humana tallada en un canto de cuarcita, un asta de ciervo decorado y un bloque con grabados lineales.
- Datos: Q5668124
- Multimedia: Abrigo de Entrefoces / Q5668124